# Istigobius
Istigobius és un gènere de peixos de la família dels gòbids i de l'ordre dels perciformes.

## Taxonomia
- Istigobius campbelli (Jordan & Snyder, 1901)
- Istigobius decoratus (Herre, 1927)[2]
- Istigobius diadema (Steindachner, 1876)
- Istigobius goldmanni (Bleeker, 1852)
- Istigobius hoesei (Murdy & McEachran, 1982)
- Istigobius hoshinonis (Tanaka, 1917)
- Istigobius nigroocellatus (Günther, 1873)
- Istigobius ornatus (Rüppell, 1830)[3]
- Istigobius perspicillatus (Herre, 1945)
- Istigobius rigilius (Herre, 1953)
- Istigobius spence (Smith, 1947)[4][5][6][7][8][9]